# Esgrima nos Jogos Olímpicos de Verão de 2016 - Sabre por equipes feminino
A competição de sabre por equipes feminino da esgrima nos Jogos Olímpicos de Verão de 2016 foi disputada em 13 de agosto na Arena Carioca 3.

## Calendário
| Data                 | Horário       | Rodada          |
| -------------------- | ------------- | --------------- |
| Sábado, 13 de agosto | 09h00 - 13h30 | Classificatória |
| Sábado, 13 de agosto | 17h00 - 19h35 | Fase final      |

## Medalhistas
|  | RUS Rússia                                                        |  | UKR Ucrânia                                                  |  | USA Estados Unidos                                             |
|  | Yekaterina Dyachenko Yuliya Gavrilova Yana Egorian Sofya Velikaya |  | Olha Kharlan Alina Komashchuk Olena Kravatska Olena Voronina |  | Monica Aksamit Ibtihaj Muhammad Dagmara Wozniak Mariel Zagunis |

## Resultados

### Fase final
|  | Quartas de final | Quartas de final   | Quartas de final |                    |    | Semifinais | Semifinais | Semifinais |                |                | Final          | Final              | Final |
|  |                  |                    |                  |                    |    |            |            |            |                |                |                |                    |       |
|  | 1                | RUS Rússia         | 45               |                    |    |            |            |            |                |                |                |                    |       |
|  | 8                | MEX México         | 31               |                    |    |            |            |            |                |                |                |                    |       |
|  | 8                | MEX México         | 31               |                    | 1  | RUS Rússia | 45         |            |                |                |                |                    |       |
|  |                  |                    |                  |                    | 1  | RUS Rússia | 45         |            |                |                |                |                    |       |
|  |                  |                    | 4                | USA Estados Unidos | 42 |            |            |            |                |                |                |                    |       |
|  | 5                | POL Polônia        | 4                | USA Estados Unidos | 42 | 43         |            |            |                |                |                |                    |       |
|  | 5                | POL Polônia        |                  |                    |    | 43         |            |            |                |                |                |                    |       |
|  | 4                | USA Estados Unidos | 45               |                    |    |            |            |            |                |                |                |                    |       |
|  |                  |                    |                  |                    |    |            |            |            |                |                | 1              | RUS Rússia         | 45    |
|  |                  |                    | 2                | UKR Ucrânia        | 30 |            |            |            |                |                |                |                    |       |
|  | 3                | FRA França         | 36               |                    |    |            |            |            |                |                |                |                    |       |
|  | 6                | ITA Itália         | 45               |                    |    |            |            |            |                |                |                |                    |       |
|  | 6                | ITA Itália         | 45               |                    | 6  | ITA Itália | 42         |            | Terceiro lugar | Terceiro lugar | Terceiro lugar | Terceiro lugar     |       |
|  |                  |                    |                  |                    | 6  | ITA Itália | 42         |            | Terceiro lugar | Terceiro lugar | Terceiro lugar | Terceiro lugar     |       |
|  |                  |                    | 2                | UKR Ucrânia        | 45 |            |            |            |                |                |                |                    |       |
|  | 7                | KOR Coreia do Sul  | 2                | UKR Ucrânia        | 45 | 40         |            | 6          | ITA Itália     | 30             |                |                    |       |
|  | 7                | KOR Coreia do Sul  |                  |                    |    | 40         |            | 6          | ITA Itália     | 30             |                |                    |       |
|  | 2                | UKR Ucrânia        | 45               |                    |    |            |            |            |                |                | 4              | USA Estados Unidos | 45    |

### Classificação 5º–8º
|  | Classificação 5–8 |                   |                   |  |   |                   |                   |                   |
|  | 8                 | MEX México        | 23                |  |   |                   |                   |                   |
|  | 5                 | POL Polônia       | 45                |  |   | Classificação 5–6 | Classificação 5–6 | Classificação 5–6 |
|  |                   |                   |                   |  |   | 5                 | POL Polônia       | 41                |
|  | Classificação 5–8 | Classificação 5–8 | Classificação 5–8 |  | 7 | KOR Coreia do Sul | 45                |                   |
|  | 3                 | FRA França        | 40                |  |   |                   |                   |                   |
|  | 7                 | KOR Coreia do Sul | 45                |  |   | Classificação 7–8 | Classificação 7–8 | Classificação 7–8 |
|  |                   |                   |                   |  |   | 8                 | MEX México        | 45                |
|  |                   |                   |                   |  |   | 3                 | FRA França        | 38                |

## Classificação final
| Pos.              | CON                | Equipe                                                             |
| ----------------- | ------------------ | ------------------------------------------------------------------ |
| Medalha de ouro   | RUS Rússia         | Yekaterina Dyachenko Yuliya Gavrilova Yana Egorian Sofya Velikaya  |
| Medalha de prata  | UKR Ucrânia        | Olha Kharlan Alina Komashchuk Olena Kravatska Olena Voronina       |
| Medalha de bronze | USA Estados Unidos | Monica Aksamit Ibtihaj Muhammad Dagmara Wozniak Mariel Zagunis     |
| 4                 | ITA Itália         | Ilaria Bianco Rossella Gregorio Loreta Gulotta Irene Vecchi        |
| 5                 | KOR Coreia do Sul  | Kim Ji-yeon Seo Ji-yeon Yoon Ji-su Hwang Seon-a                    |
| 6                 | POL Polônia        | Malgorzata Kozaczuk Bogna Jóźwiak Marta Puda Aleksandra Socha      |
| 7                 | MEX México         | Tania Arrayales Úrsula González Julieta Toledo Nataly Michel Silva |
| 8                 | FRA França         | Saoussen Boudiaf Cécilia Berder Manon Brunet Charlotte Lembach     |